# Tentative de coup d'État de 1960 en république du Vietnam
La tentative de coup d'État de 1960 en république du Viêt Nam est une tentative de destitution du président Ngô Đình Diệm le 11 novembre 1960 dans le Viêt Nam du Sud, menée par le lieutenant-colonel Vương Văn Đông et le colonel Nguyễn Chánh Thi (en), de la Division aéroportée de l'Armée de la république du Viêt Nam. Les rebelles ont lancé le coup d'État en réponse au régime autocratique de Ngô Đình Diệm et à l'influence politique négative de son frère Ngô Ðình Nhu et de sa belle-sœur, Madame Nhu.